# Tetrace

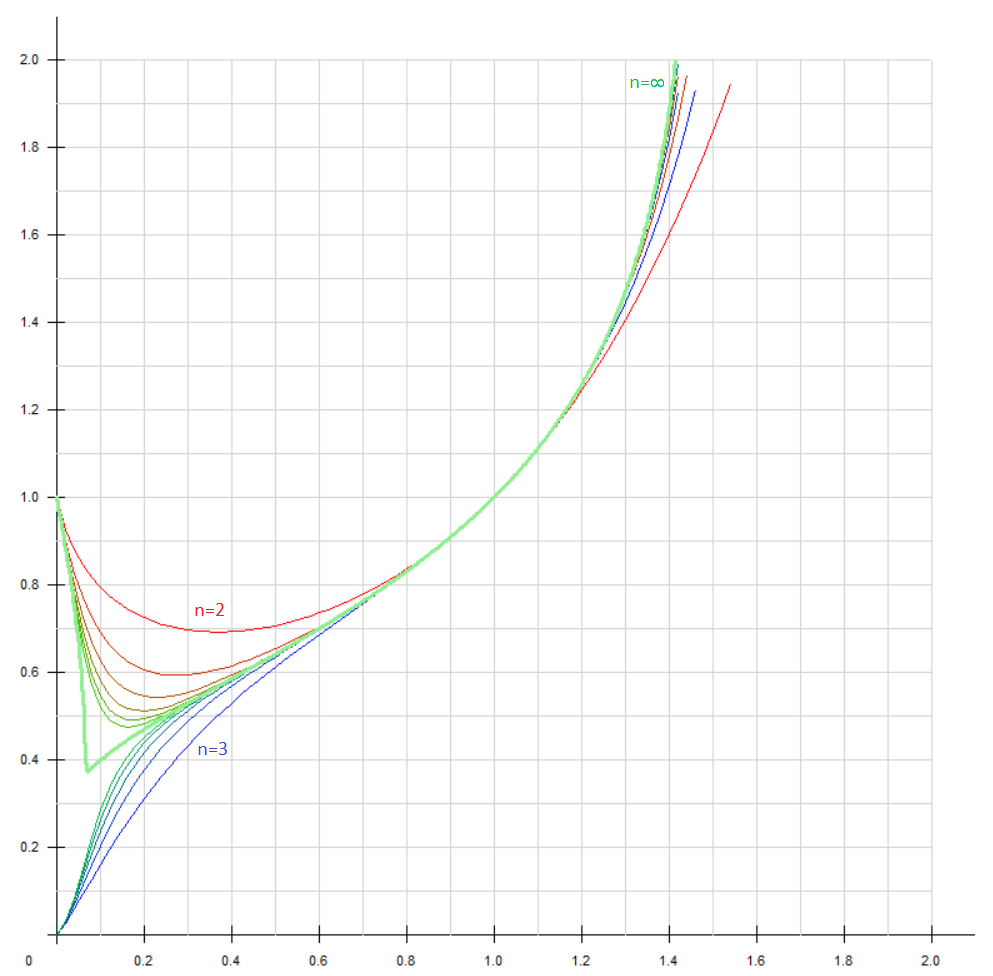
Graf funkce

Tetrace je matematická operace, která je jakýmsi rozšířením umocňování. Zatímco násobení je vlastně opakované sčítání a umocňování opakované násobení, tetrace je opakované umocňování. Opakovaná tetrace se nazývá pentace.

## Označování
Tetrace se může zapsat dvěma způsoby, kterými jsou horní index vlevo, např. 32 = 222, nebo Knuthův zápis pomocí operátoru „dvou šipek“ ↑↑. Obecně se tetrace zapisuje takto:
{\displaystyle a\uparrow \uparrow b={\ ^{b}a}=\underbrace {a^{a^{{}^{.\,^{.\,^{.\,^{a}}}}}}} _{b{\text{ opakování }}a}=\underbrace {a\uparrow (a\uparrow (\dots \uparrow a))} _{b{\text{ opakování }}a}.}

## Příklady
Hodnota tetrace je „velmi rychle rostoucí“:
{\displaystyle 4\uparrow \uparrow 3={\ ^{3}4}=\underbrace {4^{4^{4}}} _{3{\text{ opakování }}4}=\underbrace {4\uparrow (4\uparrow 4)} _{3{\text{ opakování }}4}=4^{256}\approx 1{,}3\times 10^{154}}
{\displaystyle 3\uparrow \uparrow 2=3^{3}=27}
{\displaystyle 3\uparrow \uparrow 3=3^{3^{3}}=3^{27}=7625597484987}
{\displaystyle 3\uparrow \uparrow 4=3^{3^{3^{3}}}=3^{7625597484987}}
{\displaystyle 3\uparrow \uparrow 5=3^{3^{3^{3^{3}}}}=3^{3^{7625597484987}}}

## Rozšíření
Podobně jako z umocňování vzniká tetrace, vzniká také z tetrace pentace:
{\displaystyle a\uparrow \uparrow \uparrow b=\underbrace {{}^{{}^{{}^{{}^{{}^{a}\cdot }\cdot }\cdot }a}a} _{b{\text{ opakování }}a}=\underbrace {a\,\uparrow \uparrow \,(a\,\uparrow \uparrow \,(\dots \,\uparrow \uparrow \,a))} _{b{\text{ opakování }}a}.}